# Duca di Rohan

## Duca di Rohan
Rohan 
| Immagine | Nome                                            | Padre                                             | Nascita        | Matrimonio      | Duca dal                         | Cessazione     | Morte          | Coniuge               |
| -------- | ----------------------------------------------- | ------------------------------------------------- | -------------- | --------------- | -------------------------------- | -------------- | -------------- | --------------------- |
|          | Enrico di Rohan                                 | Renato II, Visconte di Rohan (Casato dei Rohan)   | 21 agosto 1579 | 7 febbraio 1605 | 1603 da Visconte a Duca di Rohan | 13 aprile 1638 | 13 aprile 1638 | Margherita di Béthune |
|          | Marguerite de Rohan, Duchessa di Rohan suo jure | Enrico di Rohan, Duca di Rohan (Casato dei Rohan) | 1617           | 6 giugno 1645   | 13 aprile 1638 morte del padre   | 9 aprile 1684  | 9 aprile 1684  | Henri Chabot          |
| Immagine | Nome                                            | Padre                                             | Nascita        | Matrimonio      | Duca dal                         | Cessazione     | Morte          | Coniuge               |

 Famiglia Chabot 
| Immagine | Nome         | Padre                   | Nascita | Matrimonio    | Duca dal                                       | Cessazione       | Morte            | Coniuge                                |
| -------- | ------------ | ----------------------- | ------- | ------------- | ---------------------------------------------- | ---------------- | ---------------- | -------------------------------------- |
|          | Henri Chabot | Charles Chabot (Chabot) | 1616    | 6 giugno 1645 | 1648 diventa Duca di Rohan per proprio diritto | 27 febbraio 1655 | 27 febbraio 1655 | Marguerite de Rohan, Duchessa di Rohan |
| Immagine | Nome         | Padre                   | Nascita | Matrimonio    | Duca dal                                       | Cessazione       | Morte            | Coniuge                                |

 Famiglia Rohan-Chabot 
Il titolo principe di Léon era a titolo di cortesia fino alla successione del duca.
| Immagine | Nome                                    | Padre                                                               | Nascita           | Matrimonio       | Duca dal                           | Cessazione        | Morte             | Coniuge                                    |
| -------- | --------------------------------------- | ------------------------------------------------------------------- | ----------------- | ---------------- | ---------------------------------- | ----------------- | ----------------- | ------------------------------------------ |
|          | Louis de Rohan-Chabot                   | Henri de Chabot (Casato dei Rohan-Chabot)                           | 3 novembre 1652   | 18 luglio 1678   | 27 febbraio 1655 morte del padre   | 17 agosto 1727    | 17 agosto 1727    | Marie Élisabeth du Bec-Crespin de Grimaldi |
|          | Louis II Bretagne Alain de Rohan-Chabot | Louis de Rohan-Chabot (Casato dei Rohan-Chabot)                     | 26 settembre 1679 | 29 maggio 1708   | 17 agosto 1727 morte del padre     | 10 agosto 1738    | 10 agosto 1738    | Françoise de Roquelaure                    |
|          | Louis Marie de Rohan-Chabot             | Louis II (Casato dei Rohan-Chabot)                                  | 17 gennaio 1710   | 19 dicembre 1735 | 10 agosto 1738 morte del padre     | 28 novembre 1791  | 28 novembre 1791  | Charlotte Rosalie de Châtillon             |
|          | Louis Antoine de Rohan-Chabot           | Guy Auguste de Rohan-Chabot (Casato dei Rohan-Chabot)               | 20 aprile 1733    | 12 aprile 1757   | 28 novembre 1791 morte degli zii   | 29 novembre 1807  | 29 novembre 1807  | Élisabeth Louise de La Rochefoucauld       |
|          | Alexandre de Rohan-Chabot               | Louis Antoine duca di Rohan-Chabot (Casato dei Rohan-Chabot)        | 3 dicembre 1761   | 29 maggio 1785   | 29 novembre 1807 morte del padre   | 8 febbraio 1816   | 8 febbraio 1816   | Anne Louise Élisabeth de Montmorency       |
|          | Louis François de Rohan-Chabot          | Alessandro, Duca di Rohan-Chabot (Casato dei Rohan-Chabot)          | 29 febbraio 1788  | 2 maggio 1808    | 8 febbraio 1816 morte del padre    | 8 febbraio 1833   | 8 febbraio 1833   | Marie Georgine Armandine de Sérent         |
|          | Fernand de Rohan-Chabot                 | Alessandro, Duca di Rohan-Chabot (Casato dei Rohan-Chabot)          | 14 ottobre 1789   | 19 maggio 1817   | 8 febbraio 1833 morte dei fratelli | 10 settembre 1869 | 10 settembre 1869 | Josephine Françoise de Gontaut-Biron       |
|          | Charles de Rohan-Chabot                 | Fernando, Duca di Rohan-Chabot (Casato dei Rohan-Chabot)            | 12 dicembre 1819  | 29 giugno 1843   | 10 settembre 1869 morte del padre  | 6 agosto 1893     | 6 agosto 1893     | Octavie Rouillé de Boissy                  |
|          | Alain de Rohan-Chabot                   | Charles, Duca di Rohan-Chabot (Casato dei Rohan-Chabot)             | 1º dicembre 1844  | 26 giugno 1872   | 6 agosto 1893 morte del padre      | 6 gennaio 1914    | 6 gennaio 1914    | Herminie de La Brousse de Verteillac       |
|          | Josselin de Rohan-Chabot                | Alain, Duca di Rohan-Chabot (Casato dei Rohan-Chabot)               | 4 aprile 1879     | 11 giugno 1906   | 6 gennaio 1914 morte del padre     | 13 luglio 1916    | 13 luglio 1916    | Marguerite Marie de Rohan-Chabot           |
|          | Alain Louis Auguste de Rohan-Chabot     | Josselin, Duca di Rohan-Chabot (Casato dei Rohan-Chabot)            | 10 maggio 1913    | 5 maggio 1937    | 13 luglio 1916 morte del padre     | 17 maggio 1966    | 17 maggio 1966    | Hélène Claire Marie de Liencourt           |
|          | Josselin de Rohan-Chabot                | Alain Louis Auguste, Duca di Rohan-Chabot (Casato dei Rohan-Chabot) | 5 giugno 1938     | 17 novembre 1973 | 17 maggio 1966 morte del padre     | N/A               | N/A               | Antoinette Jeanne Yvonne Boegner           |
| Immagine | Nome                                    | Padre                                                               | Nascita           | Matrimonio       | Duca dal                           | Cessazione        | Morte             | Coniuge                                    |